# Svartkindad marktyrann
Svartkindad marktyrann (Muscisaxicola maclovianus) är en fågel i familjen tyranner inom ordningen tättingar.

## Utseende
Svartkindad marktyrann är en liten och rätt distinkt marklevande tyrann. Ovansidan är rätt mörkt grå med svartaktigt ansikte och en oansenlig mörkt roströd fläck i nacken. Fåglar på Falklandsöarna är större och mer enfärgade.

## Utbredning och systematik
Svartkindad marktyrann förekommer dels i södra Anderna, dels på Falklandsöarna. Den delas in i två underarter med följande utbredning:
- Muscisaxicola maclovianus mentalis – förekommer i södra Argentina och Chile, övervintrar på kusten mot norra Peru och Uruguay
- Muscisaxicola maclovianus maclovianus – förekommer på Falklandsöarna

## Levnadssätt
Svartkindad marktyrann häckar på hög höjd i södra Anderna i öppna klippiga områden, ibland ner till öppen skog. Under flyttningen uppträder den ofta i flockar, ibland med flera hundra fåglar som uppträder på öppna fält och stränder. Beståndet på Falklandsöarna är stannfåglar och hittas på hedar och stränder.

## Status och hot
Arten har ett stort utbredningsområde, men tros minska i antal, dock inte tillräckligt kraftigt för att den ska betraktas som hotad. Internationella naturvårdsunionen IUCN listar arten som livskraftig (LC).